# 鹿港郭厝保安宮
鹿港北頭郭厝保安宮，位於臺灣彰化縣鹿港鎮郭厝里的廟宇，主祀廣澤尊王及忠武王郭子儀。
鹿港北頭郭厝保安宮於清雍正三年（1725年）為清真寺，寺旁有供禮拜沐浴的一口水井，清道光二十年改建為寺廟，但從古至今多變故，約20年前政府道路拓寬政策而被迫擇吉地再建，由保安宮重建委員會發起募款，募到近千萬，因此擇地建新廟，現在的保安宮於那時改建，保安宮也是台灣主要的郭姓寺廟，最早保安宮的前身是由剛遷來台灣的郭姓族人所建的清真寺，吸引了許多國內外專家前來研究保安宮的歷史。
宮裡的廣澤尊王神像年代久遠，其中宮前的六根柱子更代表郭姓後代的六房子孫，而更有特殊的黑面廣澤尊王。而郭子儀神像歷史已百餘年，因為台灣很少有忠武王神像，於是更為稀罕，本尊更是郭姓宗親的共同祖佛。
從閩南移民來的郭姓家族，歷史考証確是阿拉伯人的後代，據載，鹿港在雍正三年(1725年)間還保有清真寺一座及供禮拜沐浴的一口水井，由郭姓宗親會管理，隨著後代子孫信仰的改變，該清真寺已變身成為「保安宮」。但鹿港郭姓宗親之間，仍保留祭祖時不用豬肉，服喪期間不食豬肉的習俗，是唯一可見受伊斯蘭文化影響的習俗。現在保安宮由郭姓後裔~六房族人共同輪流管理，每年廣澤尊王誕辰都會盛大慶祝。目前保安宮神明有許多尊，例如：妙應仙妃、大尊媽祖、土地公、三天君、神農大帝、十三太保、三太子……
據歷史記載，阿拉伯（或波斯）裔伊本庫斯德廣貢亦在元朝任官，到泉州監督糧食運送時遇到兵變，因而滯留下來，其子孫漢化後姓「郭」，隱居惠安一帶，形成白奇郭姓家族。這些穆斯林的部份後裔日後也輾轉遷徙到台灣及馬來西亞一帶。宗族廟指某一姓氏、族人為其崇信的神明而建的廟，如郭姓的保安宮。

## 外部連結
- 遺落記憶的穆斯林——探索鹿港郭氏和丁氏宗族留存的伊斯蘭印記 （页面存档备份，存于）
- 歷史記憶與社群建構--以鹿港郭姓為例 臺灣博碩士論文知識加值系統 （页面存档备份，存于）
- 疫情古今，鹿港郭厝里的穆斯林 - 方格子 （页面存档备份，存于）